# Lateral frikativa
Laterala frikativor är samlingsnamnet på foner som produceras genom att vägen genom att munhålan med tungans hjälp stängs så att luft endast kan passera vid sidorna om tungan, och då bildar ett brusljud.
I svenskan används inga laterala frikativor. Inom den indoeuropeiska språkfamiljen är de ovanliga, men finns i kymriskan och jamskan (jämtländska).